# Capu Dealului (okręg Alba)
Capu Dealului – wieś w Rumunii, w okręgu Alba, w gminie Cenade. W 2011 roku liczyła 10 mieszkańców.